# Busia (distrikt i Kenya)
Busia är ett av Kenyas 71 administrativa distrikt och ligger i provinsen Västprovinsen. År 1999 hade distriktet 370 608 invånare. Huvudorten är Busia.